# Gospa Hüma
Gospa Hüma (هما خاتون, turski Hüma Hatun) bila je konkubina osmanskog sultana Murata II.
Prema jednom natpisu, ona je bila kći Abdullaha (Hātun binti Abdullah). Njezino ime znači „rajska ptica“.
Postoji nekoliko teorija koje se tiču njezina podrijetla. Prema prvoj, bila je možda Židovka ili Talijanka izvorno zvana Stela. Druga teorija kaže da je bila Srpkinja.
Hüma je mužu rodila sultana Mehmeda II. Osvajača. Umrla je u rujnu 1449. u Bursi.